# Gallinago undulata
La becasina gigante (Argentina, Paraguay, Colombia, Venezuela, Uruguay) o agachadiza gigante (Gallinago undulata), es una especie de ave caradriforme perteneciente al género Gallinago que integra la familia Scolopacidae. Es nativa de América del Sur.

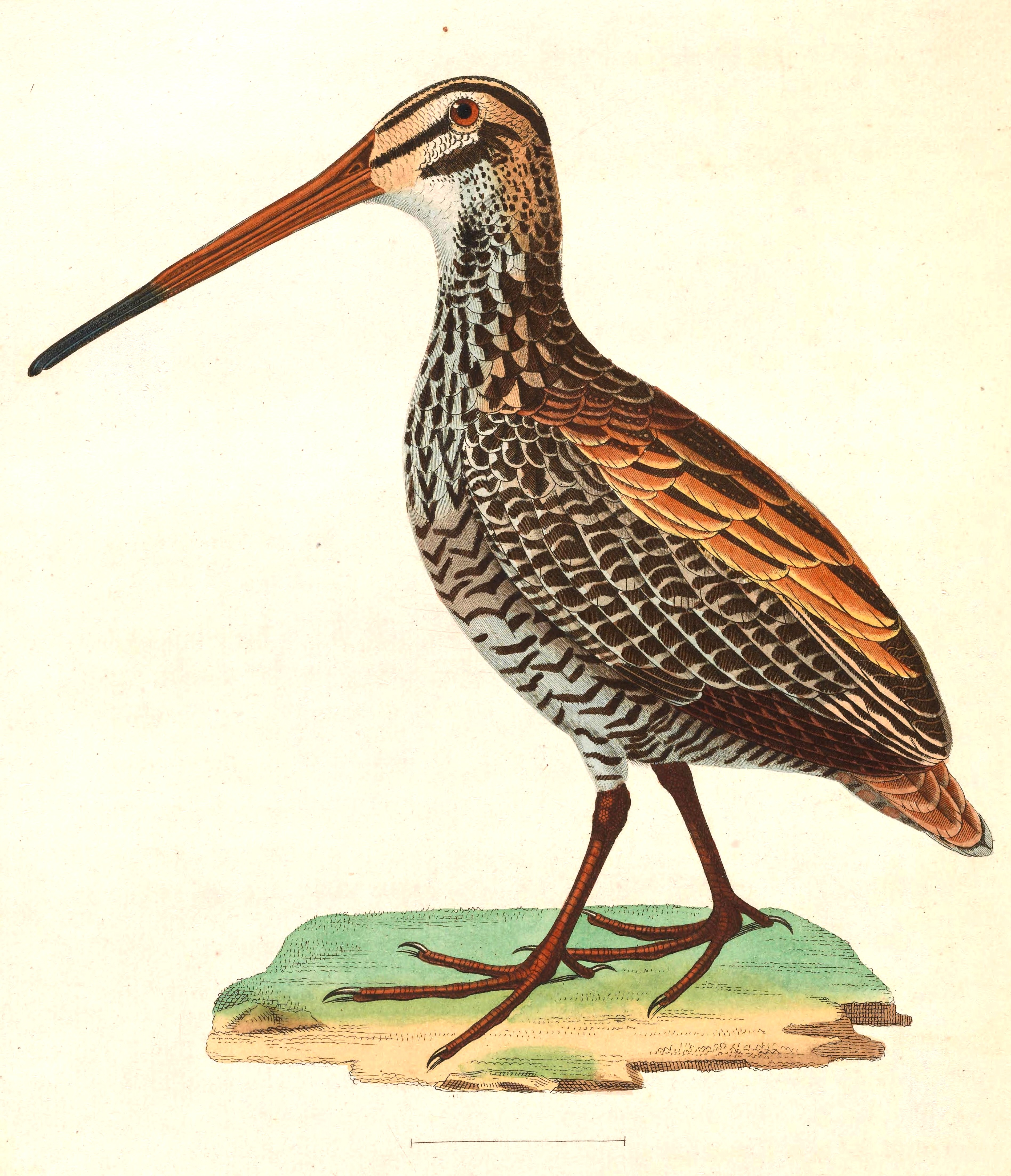
Gallinago undulata gigantea; ilustración de Huet le Jeune y Prêtre, 1838.

## Distribución y hábitat
Se distribuye separadamente en Colombia, Venezuela, Guyana, Surinam, Guayana Francesa y el extremo nordeste de Brasil y al sur se encuentra en Bolivia, Paraguay, sureste de Brasil y probablemente también en Uruguay y nordeste de Argentina.

Habita en pastos altos en pantanos, pastizales inundados, a veces en pastizales más secos, esteros en sabanas.

## Descripción
Es la especie mayor de su género y alcanza entre 40 y 43,5 cm de longitud. Tiene un cuerpo robusto y patas relativamente cortas para un ave zancuda. Tiene amplias alas redondeadas y un pico recto muy largo: el pico de G. u. gigantea alcanza hasta 12.0 cm de largo, en tanto el de G. u. undulata llega hasta 11,5 cm. Su dorso, cabeza y cuello son rayados y estampados con bordes negro, marrón y castaño, con las plumas formando líneas distintas en su espalda. El vientre es blanco con barras castañas en los flancos. Las plumas de vuelo están bloqueadas, una característica única de esta coica. Las patas son de color verde grisáceo. No se han observado diferencias de plumaje relacionada con la edad o el sexo.

## Comportamiento
Llega a algunas áreas después de las lluvias, pero su movilidad estaciona aún no ha sido bien estudiada.

Rara vez se ve posar sobre el suelo seco y su hábitat preferido son las áreas inundadas, en las que generalmente está solitaria. Su hábito de alimentación nocturna hace más difícil estudiar su comportamiento. Se sabe queu dieta incluye las ranas. En Brasil se han encontrado nidos con huevos en septiembre y de noviembre a principios de enero; son colocados en elevaciones entre los pantanos y la hembra pone allí 2 a 4. 
Hace una llamada kek-kek cuando avanza en las áreas inundadas y otra llamada, áspera trisilábica cuando realiza su vuelo de visualización nocturna.  Otras coicas hacen una exhibición aérea, volando alto en círculos, descienden con fuerza y se oye un tamborileo, causado por las vibraciones al modificar las plumas externas de la cola. Aunque en esta especie se sabe de vuelos nocturnos, aún no se consigue registrar el tamborileo.

## Sistemática

### Descripción original
La especie G. undulata fue descrita por primera vez por el naturalista neerlandés Pieter Boddaert en 1783 bajo el nombre científico Scolopax undulata; localidad tipo «Cayenne».

### Taxonomía
El género se llamaba anteriormente Capella, y este nombre era erróneamente considerado como antecediento a Gallinago. Algunos autores sugieren que la subespecie gigantea merecería tratamiento como especie separada.

### Subespecies
Según la clasificación del Congreso Ornitológico Internacional (IOC) (Versión 4.4, 2014) y Clements Checklist 6.9, se reconocen 2 subespecies, con su correspondiente distribución geográfica:
- Gallinago undulata undulata (Boddaert, 1783) - oeste y este de Colombia; Venezuela al extremo norte de Brasil y probablemente hacia el este hasta las Guayanas.
- Gallinago undulata gigantea (Temminck, 1826) - este de Bolivia, Paraguay y sureste de Brasil; probablemente también en Uruguay y noreste de Argentina.